# Стари хамам у Косовској Митровици
Стари хамам у Косовској Митровици је грађевина из 19. века и заоставштина је османске културе на простору Србије.

## Историјат
Стари градски хамам су у оријенталном стилу изградили Сулејман паше Бериша и његов нећак Зејнулах бег Бериша у 18. веку. Крајем 19. века дозидан је правоугаони анекс, дужине 15 м и ширине 10 м. Кров зграде има девет купола, једну велику централну  и осам малих купола, прекривених оловом и цинком.
У то време био је у централном делу града и коришћен је као турско купатило. Процес изградње трајао је две године. Њени зидови су од крупног камена, а ширина зидова је 80 цм. Први спрат је поплочан мермером, ау центру се налази чесма. Други спрат је служио за свлачење пре уласка у хамам. Главни део хамама има четири просторије. За снабдевање просторија водом коришћен је котао. Хамам и анекс заузимају више од 1200 квадратних метара.
Овај простор су користили мушкарци и жене у различито време. Мушкарци су купку користили ујутру од 7 до 10 часова, а од 11 до 17 часова користиле су је жене. Петак и недеља били су резервисани за мушкарце. Хамам је коришћен и за свадбе и друге прославе. Био је у функцији до маја 1959. године. Ова грађевина представља посебну вредност оријенталне архитектуре и заштићена је од 1957. године.
Од 1960. до 2009. године зграда је коришћена као регионални музеј са четири сектора: археолошки, етнолошки, геолошки и историјски. Године 2009. музеј се преселио у зграду бивше војске. Од новембра 2009. године зграда је враћена наследнику бившег власника и сада њен део послује као ресторан.